# Método Bates
El método Bates es una terapia alternativa ineficaz cuyo objetivo es mejorar la vista. El médico oftalmólogo William Horatio Bates (1860-1931) atribuyó casi todos los problemas de la vista a la "tensión" habitual de los ojos y, por tanto, consideró que aliviar esa "tensión" curaría los problemas.
La principal hipótesis fisiológica de Bates, que el globo ocular cambia de forma para mantener el enfoque, ha sido consistentemente demostrada como falsa por observaciones concretas. En 1952, el profesor de optometría Elwin Marg escribió sobre Bates: "Prácticamente todos los estudiosos de la vista consideran falsas la mayoría de sus afirmaciones y casi todas sus teorías".
No se ha demostrado que ningún tipo de entrenamiento cambie la refracción del ojo. Además, ciertos aspectos del método Bates pueden poner en riesgo a sus seguidores: pueden dañar sus ojos por sobreexposición a la luz solar, no usar sus lentes correctivos mientras conducen o descuidar el cuidado convencional de los ojos, lo que puede conducir a que se desarrollen afecciones graves.

## Historia temprana
En 1891, Bates publicó un artículo en el New York Medical Journal afirmando haber revertido con éxito siete casos de miopía. En 1911, Bates publicó un artículo en el que afirmaba haber enseñado a niños miopes en edad escolar cómo enfocar correctamente en la distancia. Recomendó que las escuelas colocaran una tabla de Snellen en cada aula y animasen a los estudiantes a leerla todos los días.
En 1917, Bates se asoció con Bernarr Macfadden, un "promotor de moda de la 'cultura física'", para un "Nuevo curso de entrenamiento ocular" que fue muy publicitado en la revista Physical Culture. El nombre de Bates se eliminó más tarde de la publicidad, pero MacFadden continuó comercializando este curso por correspondencia, que pasó a llamarse "Strengthening the Eyes" (Fortalecimiento de los ojos). Este curso fue criticado por la Oficina de Investigación de la Asociación Médica Estadounidense como una charlatanería peligrosa. En julio de 1919, Bates comenzó a publicar Better Eyesight, "Una revista mensual dedicada a la prevención y curación sin anteojos de la visión imperfecta". Esto también fue criticado "como si fuera el producto de una sala hospitalaria psicopática".
En 1920, Bates publicó por su cuenta un libro, La cura sin gafas de la visión imperfecta mediante el tratamiento  (o Visión perfecta sin gafas ). En 1926, los artículos de su asistente Emily Lierman se reimprimieron en un libro titulado Stories From the Clinic; algunas de estas historias afirmaban que tales métodos habían curado el glaucoma y las cataratas, así como los errores de refracción. En 1929, la Comisión Federal de Comercio presentó una denuncia contra Bates por publicidad "falsa o engañosa".

## Conceptos subyacentes

### Acomodación
La acomodación es el proceso por el cual el ojo aumenta la potencia óptica para mantener el enfoque en la retina mientras la mirada cambia hacia un punto más cercano. El consenso médico de larga data es que esto se logra mediante la acción del músculo ciliar, un músculo dentro del ojo, que ajusta la curvatura del cristalino. Esta explicación se basa en el efecto observado de la atropina que evita temporalmente la acomodación cuando se aplica al músculo ciliar, así como en las imágenes reflejadas en el cristalino que se vuelven más pequeñas a medida que el ojo cambia el enfoque a un punto más cercano, lo que indica un cambio en la forma del cristalino. Bates rechazaba esta explicación, y en su libro de 1920 presentó fotografías que, según dijo, mostraban que la imagen seguía siendo del mismo tamaño incluso cuando el ojo cambiaba de enfoque, concluyendo de esto que la lente no era un factor de acomodación. Sin embargo, el optometrista Philip Pollack en un trabajo de 1956 caracterizó estas fotografías como "tan borrosas que es imposible saber si una imagen es más grande que la otra", en contraste con fotografías posteriores que mostraban claramente un cambio en el tamaño de las imágenes reflejadas. tal como se había observado desde finales del siglo XIX.
Bates se adhería a una explicación diferente de la acomodación que ya era generalmente ignorada por la comunidad médica de su tiempo. El modelo de Bates proponía que los músculos que rodean el globo ocular controlan su enfoque. Además de su función conocida de girar el ojo, sostenía Bates, también afectan su forma, alargando el globo ocular para enfocar un punto cercano o acortándolo para enfocar a distancia. El autor científico John Grant escribe que muchos animales, como los peces, logran la acomodación mediante el alargamiento del globo ocular, "es solo que los humanos no son uno de esos animales".
Las pruebas de laboratorio han demostrado que el globo ocular humano es demasiado rígido para cambiar de forma espontáneamente en el grado que sería necesario para lograr lo que describió Bates. Los cambios, extremadamente pequeños, en la longitud axial del globo ocular (18,6 a 19,2 μm) que son causados por la acción del músculo ciliar durante la acomodación, son demasiado pequeños para dar cuenta de los cambios necesarios en el enfoque, produciendo cambios de solo –0.036 dioptrías.

### Causas de los problemas de la vista
Los profesionales médicos caracterizan los errores de refracción como la miopía, la hipermetropía, el astigmatismo y la presbicia (la visión borrosa al ver de cerca relacionada con la edad) como consecuencias de la forma del ojo y otras características anatómicas básicas, cuya modificación con ejercicios no está respaldada por evidencia científica. Sin embargo, Bates creía que estas condiciones son causadas por la tensión de los músculos que rodean el globo ocular, lo que, en su opinión, evita que el globo ocular cambie de forma lo suficiente (según su explicación de la acomodación) cuando la mirada se desplaza más cerca o más lejos. Bates caracterizó esta supuesta tensión muscular como la consecuencia de un "esfuerzo mental" para ver, cuyo alivio, según él, mejoraría instantáneamente la vista. También vinculó las alteraciones en la circulación de la sangre, la cual decía está "muy influenciada por el pensamiento", no solo a los errores de refracción, sino también a la visión doble, estrabismo, el ojo vago y afecciones oculares más graves como las cataratas y glaucoma. Y sus terapias se basaron en estas suposiciones erróneas.
Bates sentía que los lentes correctivos, que describió como "muletas oculares", son un impedimento para curar la visión deficiente. En su opinión, la "tensión" aumentaría a medida que los ojos se ajustaran a la corrección frente a ellos. Por lo tanto, recomendaba a cualquier persona que aplicara su método a que desechara las gafas.

## Tratamientos
En sus escritos, Bates discutió varias técnicas que, según él, ayudaban a los pacientes a mejorar su vista. Se suponía que todas estas técnicas aliviarían la "tensión" a la que Bates atribuía problemas de visión.

### Palmeo

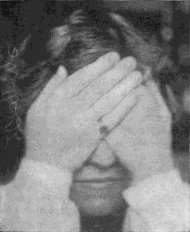
Foto de alguien "palmeando", de Perfect Sight Without Glasses.

Bates sugería cerrar los ojos durante algunos minutos para ayudar a lograr la relajación. Afirmaba que, en la mayoría de los casos, la relajación se podría profundizar  "palmeando" o cubriendo los ojos cerrados con las palmas de las manos, sin ejercer presión sobre los globos oculares. Si los ojos tapados no se esforzaran, decía, verían "un campo tan negro que es imposible recordar, imaginar o ver algo más negro", ya que las palmas excluían la luz. Sin embargo, informó que algunos de sus pacientes experimentaron "ilusiones de luces y colores" que a veces equivalían a "apariciones caleidoscópicas" cuando "palmeaban", sucesos que atribuía a su omnipresente "tensión" y que, según él, desaparecían cuando uno realmente se relajaba. Este fenómeno, sin embargo, era casi con certeza causado por "ruido visual" o "luz oscura". De hecho, incluso en condiciones de perfecta oscuridad, como en el interior de una cueva, las neuronas de todos los niveles del sistema visual producen una actividad de fondo aleatoria que el cerebro interpreta como patrones de luz y color.

### Visualización
Bates le daba gran importancia a las imágenes mentales, ya que sentía que la relajación era la clave para la claridad de la imaginación así como de la vista real. Afirmaba que el equilibrio se podía medir mediante la memoria visual del negro; que cuanto más oscuro aparecía en la mente y más pequeña era la zona de negro que podía imaginarse, más relajado estaba uno en ese momento. Recomendaba que los pacientes pensaran en la letra superior de una tabla optométrica y luego visualizaran letras negras progresivamente más pequeñas y, finalmente, un punto o una coma. Advertía contra "concentrarse" en tales imágenes, ya que consideraba un intento de "pensar en una sola cosa" como una tensión.
Si bien Bates prefería que los pacientes imaginaran algo negro, también informó que algunos encontraron objetos de otros colores más fáciles de visualizar, por lo que se beneficiaron más al recordarlos, porque, afirmó, "la memoria nunca puede ser perfecta a menos que sea fácil". Los escépticos razonan que el único beneficio para la vista que se obtiene de tales técnicas es en sí mismo imaginado y señalan que los objetos familiares, incluidas las letras en una tabla optométrica, pueden reconocerse incluso cuando aparecen menos que claros.

### Movilización
Bates pensaba que la forma en que se movían los ojos afectaba la vista. Sugería una "alternación", consistente en mover los ojos de un lado a otro para crear una ilusión en la que los objetos observados se "balanceaban" en la dirección opuesta (lo que llamó swinging). Creía que cuanto menor era el área sobre la que se experimentaba el "swing", mayor era el beneficio para la vista. Combinó esto con la visualización, promoviendo que los pacientes cerraran los ojos e imaginaran el movimiento de los objetos. Al alternar el cambio real y mental sobre una imagen, escribió Bates, muchos pacientes rápidamente pudieron reducir la "alternación" a tal punto que podían "concebir y balancear una letra del tamaño de un punto en un periódico". Quizás encontrando los conceptos de Bates de "alternar" y "balancear" demasiado complicados, Bernarr Macfadden sugirió en su lugar simplemente mover los ojos hacia arriba y hacia abajo, de lado a lado, y cambiar la mirada entre un punto cercano y un punto lejano.

### Asoleo

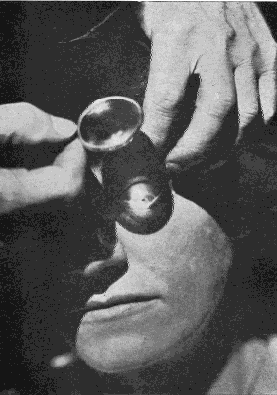
Una lente biconvexa siendo usada para enfocar la luz solar en el ojo de alguien, de Perfect Sight Without Glasses.

Bates promovía el la observación directa del sol (sungazing), caracterizando los efectos nocivos como "siempre temporales". Esto contradice los conocidos riesgos de daño ocular que puede resultar de la observación directa del sol.

En su revista, Bates sugirió más tarde exponer solo la parte blanca del globo ocular a la luz solar directa, y solo durante unos segundos, después de permitir que el sol brille sobre los párpados cerrados durante un período más largo. Las publicaciones póstumas del libro de Bates omitieron la mención de los supuestos beneficios de la luz solar brillando directamente sobre los ojos abiertos.

## Después de Bates
Después de la muerte de Bates en 1931, su viuda Emily y otros asociados continuaron con sus métodos de tratamiento. En 1932, Gayelord Hauser publicó un libro respaldando el método Bates, pero en el que también agregaba nuevos ejercicios y recomendaciones de sus propios productos dietéticos. La mayoría de los proponentes posteriores no apoyaron la explicación de Bates de cómo el ojo se enfoca mecánicamente, pero, sin embargo, sostuvieron que aliviar una "tensión" habitual era la clave para mejorar la vista.

### Margaret Darst Corbett

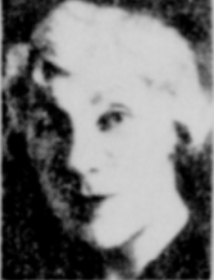
Margaret Darst Corbett

Margaret Darst Corbett conoció a Bates cuando ella lo consultó sobre la vista de su marido. Se convirtió en su alumna y, finalmente, comenzó a enseñar su método en su Escuela de Educación Ocular en Los Ángeles. Ella tenía la creencia declarada de que "el nervio óptico es realmente parte del cerebro, y la visión es nueve décimas partes mental y sólo una décima parte física".
A fines de 1940, Corbett y su asistente fueron acusados de violaciones de la Ley de Práctica Médica de California por dar tratamiento ocular sin una licencia médica. En el juicio, muchos de sus estudiantes testificaron a su favor, describiendo en detalle cómo les había permitido deshacerse de sus anteojos. Un testigo declaró que había estado casi ciego a causa de las cataratas, pero que después de trabajar con Corbett, su visión había mejorado a tal punto que por primera vez podía leer durante ocho horas seguidas sin gafas. Corbett explicó en la corte que no practicaba ni optometría ni oftalmología y se representó a sí misma no como doctora, sino solo como "instructora de entrenamiento de la vista". Al describir su método, dijo: "Activamos la visión al enseñar a los ojos a cambiar. Queremos que la sensación de movimiento alivie la mirada fija, para terminar con la mirada estática. Usamos la luz para relajar los ojos y acostumbrarlos al sol".
El juicio atrajo un interés generalizado, al igual que el veredicto de "no culpable". El caso impulsó un proyecto de ley en la Legislatura del Estado de California que habría hecho ilegal dicha educación de la vista sin una licencia médica o optométrica. Después de una animada campaña en los medios, el proyecto de ley fue rechazado.

### Aldous Huxley

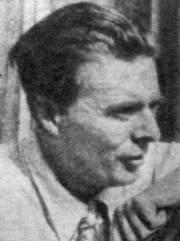
Aldous Huxley

Quizás el proponente más famoso del método Bates fue el escritor británico Aldous Huxley. A la edad de 16 años, Huxley tuvo un ataque de queratitis que, después de un período de ceguera casi total de 18 meses, lo dejó con un ojo apenas capaz de percibir la luz y el otro con una agudeza visual de Snellen sin ayuda de 10/200. Esto se debía principalmente a opacidades en ambas córneas, y complicaciones por hipermetropía y astigmatismo. Solo podía leer si usaba anteojos gruesos y dilataba la pupila de su mejor ojo con atropina, para permitir que ese ojo viera alrededor de una opacidad en el centro de la córnea.
En 1939, a la edad de 45 años y con la visión en continuo deterioro, se enteró del método Bates y buscó la ayuda de Margaret Corbett, quien le dio lecciones regulares. Tres años después, escribió "El arte de ver", en donde relata: “En un par de meses, estaba leyendo sin gafas, y lo que era mejor aún, sin tensión ni fatiga. . . . En la actualidad, mi visión, aunque está muy lejos ser normal, es aproximadamente el doble de buena que solía ser cuando usaba anteojos". Al describir el proceso, Huxley escribió: "La visión no se gana haciendo un esfuerzo por obtenerla: viene a aquellos que han aprendido a poner sus mentes y ojos en un estado de pasividad alerta, de relajación dinámica". Expresó indiferencia al respecto de la veracidad de la explicación de Bates sobre cómo enfoca el ojo, afirmando "mi preocupación no es acerca del mecanismo anatómico de acomodación, sino sobre el arte de ver".
Su caso generó una amplia publicidad, así como también escrutinio. El oftalmólogo Walter B. Lancaster, por ejemplo, sugirió en 1944 que Huxley había "aprendido a utilizar mejor lo que tiene" al entrenar la "parte cerebral de la vista", en lugar de mejorar realmente la calidad de la imagen en la retina.

En 1952, 10 años después de escribir El arte de ver, Huxley dio un discurso en un banquete de Hollywood, sin gafas y, según Bennett Cerf, aparentemente leyendo su trabajo desde el atril sin dificultad. En palabras de Cerf:
Luego, de repente, vaciló y la inquietante verdad se hizo evidente. No estaba en absoluto leyendo su discurso. Se lo había aprendido de memoria. Para refrescar su memoria, acercó más y más el papel a sus ojos. Cuando lo tenía a solo una pulgada más o menos, todavía no podía leerlo, y tuvo que sacar una lupa de su bolsillo para hacer las letras visibles para él. Fue un momento angustiante.
En respuesta a esto, Huxley escribió: "A menudo uso lupas donde las condiciones de luz son malas y nunca he dicho que puedo leer excepto en muy buenas condiciones". Esto subrayó que no había recuperado nada cercano a la visión normal y, de hecho, él nunca afirmó que lo hubiera hecho.

### Variantes modernas
Versiones de "corrección natural de la visión" o "mejora natural de la vista" siguen siendo comercializadas por profesionales que ofrecen instrucción individual, muchos de los cuales no tienen credenciales médicas u optométricas. La mayoría basa su enfoque en el método Bates, aunque algunos también integran técnicas de terapia visual. Además, muchos libros y programas de autoayuda, que no han sido sometido a pruebas controladas aleatorizadas, apuntan a mejorar la vista de forma natural. Los proveedores de tales enfoques suelen argumentar que carecen de fondos para demostrarlos formalmente.
El muy publicitado "See Clearly Method" (Método para ver con claridad) -cuyas ventas se detuvieron por orden judicial en noviembre de 2006, en respuesta a lo que se consideró que tenía prácticas de publicidad deshonestas incluía "palmeo" y "fototerapia", ambas adaptadas del método de Bates. Los creadores del programa, sin embargo, enfatizaron que no respaldaban el enfoque general de Bates.
En su libro de 1992 El método Bates, una guía completa para mejorar la vista - naturalmente, el "maestro del método Bates" Peter Mansfield fue muy crítico con los profesionales del cuidado de la vista por recetar lentes correctivos. El libro incluye recuentos de 12 "casos reales", pero no proporciona ninguna información sobre el grado de error de refracción de los casos.
El checoslovaco John Slavicek afirma haber creado una "cura para los ojos" que mejora la vista en tres días, abrevando en antiguos ejercicios oculares yóguicos, visualizaciones del Material de Seth y el método Bates. Aunque cuenta con testimonios de su vecino y de otras personas, varios de sus alumnos señalan que ha exagerado mucho sus casos. El manual autoeditado de Slavicek, Yoga para los ojos, fue rechazado por un oftalmólogo que lo evaluó y no despertó el interés por parte de la Organización Mundial de la Salud ni de la St. Erik's Eye Foundation en Suecia, ya que no había realizado estudios doble ciego.

## Efectividad
En 2004, la Academia Estadounidense de Oftalmología  publicó una revisión de varias investigaciones sobre "entrenamiento visual", que consistían en "ejercicios oculares, técnicas de relajación muscular, biorretroalimentación, parches oculares o masajes oculares", "solos o en combinación". No se encontró evidencia de que tales técnicas pudieran beneficiar objetivamente la vista, aunque algunos estudios notaron cambios, tanto positivos como negativos, en la agudeza visual de los sujetos miopes medida en un test de Snellen. En algunos casos, las mejoras observadas se mantuvieron en los seguimientos posteriores. Sin embargo, estos resultados no se consideraron como una reversión real de la miopía, sino que se atribuyeron a factores como "mejoras en la interpretación de imágenes borrosas, cambios en el estado de ánimo o motivación, creación de lentes de contacto artificiales por cambios en la película lagrimal o un efecto estenopeico de miosis de la pupila".
En 2005, el Departamento de Oftalmología del Hospital Christchurch de Nueva Zelanda publicó una revisión de cuarenta y tres estudios sobre el uso de ejercicios oculares. Encontraron que "hasta el momento no hay evidencia científica clara publicada en la literatura general que apoye el uso de ejercicios oculares" para mejorar la agudeza visual y concluyeron que "su uso, por lo tanto, sigue siendo controvertido".

### Posibles razones de las mejoras percibidas
Algunos defectos oculares pueden mejorar naturalmente con la edad o de manera cíclica (el oftalmólogo Stewart Duke-Elder sugirió que esto es lo que sucedió con Aldous Huxley). Cuando una catarata se establece por primera vez a veces resulta en una mejor visión durante un corto período de tiempo. Alguien que haya estado practicando el método Bates probablemente acreditará a este cualquier mejora experimentada independientemente de la causa real.
Cuando una persona se quita los anteojos correctivos, su visión se puede adaptar para reducir la visión borrosa inicial, a veces en más de dos líneas en una tabla optométrica. Este fenómeno se conoce como adaptación al desenfoque. Algunos estudios han sugerido que una capacidad aprendida para interpretar imágenes borrosas también puede explicar las mejoras percibidas en la vista.

## Críticas generales y riesgos
Una crítica frecuente al método Bates es que ha permanecido relativamente desconocido, lo que se considera una prueba de que no es realmente eficaz. El escritor Alan M. MacRobert concluyó en un artículo de 1979 que el "argumento más contundente contra el sistema Bates" y otras terapias alternativas es que "no daban frutos". Con respecto al método Bates, razonó que "si las palmas de las manos, los movimientos y el balanceo realmente pudieran curar la mala vista, las gafas serían tan obsoletas como los carruajes tirados por caballos".
El filósofo Frank J. Leavitt ha argumentado que el método descrito por Bates sería difícil de probar científicamente debido a su énfasis en la relajación y la visualización. Leavitt preguntó: "¿Cómo podemos saber si alguien se ha relajado o imaginado algo, o simplemente piensa que lo ha imaginado?" Con respecto a la posibilidad de una prueba con placebo, Leavitt comentó: "No puedo concebir cómo podríamos poner a alguien en una situación en la que cree que ha imaginado algo mientras nosotros sabemos que no".

### Lentes correctivos y seguridad
Desechar los lentes correctivos, como recomendó Bates, o usar lentes más débiles que la corrección prescrita, como sugieren algunos defensores del método Bates, representa un peligro potencial para la seguridad en ciertas situaciones, especialmente cuando uno está operando un vehículo motorizado. James Randi relató que su padre, poco después de deshacerse de las gafas siguiendo el consejo del libro de Bates, destrozó su coche. Los maestros del método Bates a menudo advierten que al conducir, se debe usar la corrección óptica legalmente requerida.

### Evitar el tratamiento convencional
Otro peligro potencial de la fe en el método Bates es que un creyente puede no estar dispuesto a buscar o seguir consejos médicos con respecto a lo que podría ser una afección que amenace la vista y que requiera un tratamiento inmediato, como el glaucoma. Además, los niños con problemas de visión pueden requerir atención temprana por parte de un profesional para prevenir con éxito el ojo vago. Dicho tratamiento puede incluir ejercicios, pero estos son diferentes de los asociados con el método Bates, y los padres que suscriben a las ideas de Bates pueden retrasar la búsqueda de atención convencional hasta que sea demasiado tarde. Además, puede ser necesario que un niño en riesgo de desarrollar ojo vago use la corrección adecuada.